# جيف براون (لاعب كرة مضرب)
جيف براون (بالإنجليزية: Jeff Brown)‏ هو لاعب كرة مضرب أمريكي، ولد في 15 نوفمبر 1966 في دوبوك في الولايات المتحدة.

## وصلات خارجية
- جيف براون على موقع رابطة محترفي التنس (الإنجليزية)
- جيف براون على موقع الاتحاد الدولي لكرة المضرب (الإنجليزية)
- جيف براون على موقع خلاصة التنس.كوم (الإنجليزية)